# Condado de Grajal
El condado de Grajal es un título nobiliario español creado por el rey Felipe III de España, por real decreto de 8 de enero de 1599 y real despacho de 8 de marzo de 1599, a favor de Juan de Vega y Enríquez de Toledo, gobernador y capitán general de Galicia y IX señor de Grajal, Escobar, Villacreces, Melgar, Villelga y Castil de Vela.

## Denominación
Su nombre hace referencia a la villa y señorío de Grajal de Campos, en la provincia de León.

## Condes de Grajal
|                         | Titular                                                 | Periodo                 |
| Creación por Felipe III | Creación por Felipe III                                 | Creación por Felipe III |
| ----------------------- | ------------------------------------------------------- | ----------------------- |
| I                       | Juan de Vega y Enríquez de Toledo                       | 1599-¿?                 |
| II                      | Pedro Álvarez de Vega y Borja Enríquez                  | ¿?-1609                 |
| III                     | Juan de Vega Bermúdez de Castro y Menchaca              | 1609-1648               |
| IV                      | Francisco Álvarez de Vega Bermúdez de Castro y Menchaca | 1648-1667               |
| V                       | Pedro de Vega Bermúdez de Castro y Menchaca             | 1667-1699               |
| VI                      | Gaspar de Vega y Benavides                              | 1699-1702               |
| VII                     | Beatriz Francisca de Vega y Bermúdez de Castro          | 1702-¿?                 |
| VIII                    | Manuel Osorio y Vega                                    | ¿?-1746                 |
| IX                      | Francisco Javier Osorio y Guzmán                        | 1746-1747               |
| X                       | Manuel José Pérez Osorio y Fernández de Velasco         | 1747-1793               |
| XI                      | Manuel Miguel Osorio y Spínola                          | 1793-1813               |
| XII                     | Nicolás Osorio y Zayas                                  | 1813-1866               |
| XIII                    | José Isidro Osorio y Silva                              | 1866-1909               |
| XIV                     | Miguel Osorio y Martos                                  | 1909-1942               |
| XV                      | Beltrán Alfonso Osorio y Díez de Rivera                 | 1942-1994               |
| XVI                     | Juan Miguel Osorio y Bertrán de Lis                     | 1994-actual titular     |

## Historia de los condes de Grajal
- Juan de Vega y Enríquez de Toledo[a] (Grajal de Campos, 1563-1611), I conde de Grajal[2] y IX señor de Grajal,[3] Escobar, Villacreces, Melgar, Villelga y Castil de Vela.[2] Era el hijo primogénito de Pedro Álvarez de Vega y Osorio (m. 1565), VIII señor de Grajal,[4] Escobar, Villacreces, Melgar, Villelga y Castil de Vela, y de su esposa y prima Jerónima Enríquez de Guzmán y Toledo, hija de Diego Enríquez de Guzmán, III conde de Alba de Liste,[2] y de su segunda esposa Catalina Álvarez de Toledo y Pimentel.

Se casó con su prima Tomasa de Borja y Enríquez, hija de Elvira Enríquez de Almansa y Borja, V marquesa de Alcañices, grande de España, y de su primer esposo Álvaro de Borja y Castro, embajador en Roma en los Estados Pontificios, e hijo de San Francisco de Borja. Le sucedió en su vida su hijo:
- Pedro Álvarez de Vega y Borja Enríquez (1589-1609), II conde de Grajal.[2]

Se casó en 1604 a los quince años de edad con Beatriz Bermúdez de Castro y Menchaca, XV señora de Montaos. Le sucedió su hijo::
- Juan de Vega Bermúdez de Castro y Menchaca (1605-1648),[6] III conde de Grajal, XVI señor y I marqués de Montaos[1] y caballero de la Orden de Santiago en 1625.[7]4

Según el cronista Olivera y Vergara, contrajo matrimonio con Juana de Borja y Henín. Sin descendencia, le sucedió su hermano en 1648:
- Francisco Álvarez de Vega Bermúdez de Castro y Menchaca (1607-1667),[8] IV conde de Grajal, II marqués de Montaos.[1]

Casó en primeras nupcias con María Rodríguez de Villafuerte. En segundas nupcias casó con Leonor Rodríguez de Villafuerte, hermana de su primera esposa. Después volvió a contraer matrimonio con XXX. Tuvo seis hijos con su segunda esposa, entre ellos, su sucesor en el condado:
- Pedro de Vega Bermúdez de Castro y Menchaca (m. 1699), V conde de Grajal[9] y III marqués de Montaos.[1]

Casó, en Madrid, en la iglesia de los Santos Justo y Pastor el 16 de junio de 1677, con Teresa de Benavides y Silva: Le sucedió su único vástago:
- Gaspar de Vega y Benavides (m. 1702),[12] VI conde de Grajal y IV marqués de Montaos.[1]

Le sucedió su tía paterna:
- Beatriz Francisca Álvarez de Vega y Bermúdez de Castro. VII condesa de Grajal[13] y V marquesa de Montaos.[14]

Casó con Álvaro Pérez Osorio y Fonseca, VII señor de Villacid de Campos y Cervantes y IV conde de Villanueva de Cañedo. Le sucedió su hijo:
- Manuel Osorio y Vega (m. 18 de septiembre de 1746), VIII conde de Grajal y XII marqués de Alcañices, grande de España.[15]

Casó en primeras nupcias, el 30 de agosto de 1696, con María Luisa de Cárdenas (m. 5 de junio de 1699). Contrajo un segundo matrimonio, el 1 de febrero de 1705, con Josefa de Guzmán y Spínola (m. 2 de junio de 1732). Le sucedió su hijo del segundo matrimonio:
- Francisco Javier Osorio y Guzmán (m. 15 de noviembre de 1747), IX conde de Grajal, XIII marqués de Alcañices.[16]

Casó, el 8 de febrero de 1733, con María de la Concepción Fernández de Velasco (m. 29 de octubre de 1759). Le sucedió su hijo:
- Manuel José Pérez Osorio y Fernández de Velasco (m. 10 de enero de 1793), X conde de Grajal, XIV marqués de Alcañices,[17] grande de España, IX marqués de Montaos, X conde de Fuensaldaña, etc.[14]

Contrajo un primer matrimonio, el 9 de febrero de 1754, con Dominga Cayetana de Spínola y de la Cueva (m. 17 de abril de 1773). Se casó en segundas nupcias, el 7 de mayo de 1775, con María de la Peña de Francia de Luján y Silva (m. 15 de marzo de 1814), IV condesa de Castroponce, hija de Joaquín José de Luján y Nieto de Silva, III conde de Castroponce, VI conde de Guaro, V marqués de Villafiel y VI conde del Arco, y de Mariana Belvis de Moncada e Ibález de Segovia Mendoza. Le sucedió su hijo del primer matrimonio:
- Manuel Miguel Osorio y Spínola (m. 29 de mayo de 1813), XI conde de Grajal, XV marqués de Alcañices,[17] grande de España, X marqués de Montaos, XI conde de Fuensaldaña, etc.[14]

Casó en primeras nupcias, el 7 de mayo de 1774, con María Joaquina de la Cerda (m. 12 de agosto de 1777). Contrajo un segundo matrimonio el 28 de febrero de 1786 con María Aldonza de las Mercedes de Zayas Manuel y Mendoza, III duquesa de Algete, grande de España. Le sucedió su hijo del segundo matrimonio:
- Nicolás Osorio y Zayas (13 de febrero de 1799-31 de enero de 1866), XII conde de Grajal, XV duque de Alburquerque, XVI marqués de Alcañices,[19] IV duque de Algete, VIII marqués de los Balbases, cuatro veces grande de España, XI marqués de Montaos, etc.[20]

Casó, el 12 de septiembre de 1822, con Inés Francisca de Silva y Téllez-Girón (m. 11 de octubre de 1865), dama de la Orden de las Damas Nobles de la Reina María Luisa. Le sucedió:
- José Isidro Osorio y Silva (m. Madrid, 31 de diciembre de 1909), XIII conde de Grajal, XVI duque de Alburquerque, XVII marqués de Alcañices,[22] XII marqués de Montaos,[23] V duque de Algete, marqués de los Balbases, VIII conde de la Corzana, cinco veces grande de España, etc, alcalde-corregidor y gobernador civil de Madrid, diputado a Cortes y senador del Reino por derecho propio, jefe superior de Palacio, mayordomo, caballerizo, maestrante de Sevilla, caballero de la Orden del Toisón de Oro, etc.[23]

Casó, en Vitoria el 4 de abril de 1868, con la princesa Sophia Sergeievna Troubetzkaya (San Petersburgo, 25 de marzo de 1838-París, 8 de agosto de 1896), viuda (casada en San Petersburgo el 7 de enero de 1857) de Charles Demorny, duque de Morny (m. París, 10 de marzo de 1865), única hija del príncipe Sergei Wassilievich Troubetzkoy y de su esposa Jekaterina Petrovna Mussina-Pushkina. Le sucedió su sobrino nieto:
- Miguel Osorio y Martos (baut. Madrid, 30 de julio de 1886-Madrid, 3 de mayo de 1942), XIV conde de Grajal, XVII duque de Alburquerque, XVIII marqués de Alcañices,[22] X marqués de los Balbases, tres veces grande de España, XIV marqués de Cuellar, XII marqués de Cadreita, XIII marqués de Montaos, VII marqués de Cullera, XVII conde de Ledesma, XVII conde de Huelma, XIV conde de Fuensaldaña, etc, maestrante de Sevilla, gentilhombre grande de España con ejercicio y servidumbre. Era hijo de José Ramón Osorio y Fernández de Heredia y de su segunda esposa Narcisa Martos y Arizcun y nieto paterno de Joaquín Osorio y Silva y de su esposa María de las Mercedes Fernández de Heredia y Zafra.[27][27]

Casó, en Madrid el 29 de junio de 1914, con Inés Díaz de Rivera y Figueroa  (San Juan de Luz, 27 de agosto de 1890-9 de febrero de 1980), hija de Pedro Díez de Rivera y Muro y de su esposa Francisca de Paula de Figueroa y Torres.
- Beltrán Alfonso Osorio y Díez de Rivera (Madrid, 15 de diciembre de 1918-Madrid, 8 de febrero de 1994), XV conde de Grajal, XIX marqués de Alcañices, XVIII duque de Alburquerque,[22], VIII duque de Algete, XIV marqués de Montaos, XI marqués de los Balbases, cuatro veces grande de España, etc, caballero de la Orden del Toisón de Oro,[24] caballero de la Orden de Santiago, comendador mayor de León de la misma orden, jefe de la casa del conde de Barcelona.[29]

Contrajo un primer matrimonio el 2 de octubre de 1952 con María Teresa Bertrán de Lis y Pidal (San Sebastián, 22 de agosto de 1923-17 de diciembre de 1969). Se volvió a casar el 27 de junio de 1974 con María Cristina Malcampo y San Miguel, VII duquesa de Valhermoso. Le sucedió su hijo del primer matrimonio:
- Juan Miguel Osorio y Bertrán de Lis, XVI conde de Grajal,[30][31] XX marqués de Alcañices, XIX duque de Alburquerque,[22] IX duque de Algete, XI conde de la Corzana, cuatro veces grande de España, XVI marqués de Cuellar, XIV marqués de Cadreita, XV marqués de Montaos, etc.[30]

Casado en primeras nupcias con Beatriz Letelier Bomchil, divorciados. En segundas nupcias se casó con Blanca Suelves y Figueroa. Con sucesión de ambos matrimonios.